# ライトカラー
ライトカラー（欧字名:Light Color、1986年3月27日 - 1993年2月22日）は、日本の競走馬、繁殖牝馬。
1989年の優駿牝馬（オークス）（GI）を優勝した。

## 生涯

### デビューまで
ユウライコーは、北海道新冠町の日高シンボリ牧場で生産された牝馬である。主に障害競走で活躍し、1982年の阪神障害ステークスで3着、1983年の京都大障害で4着となるなど、平地と併せて57戦4勝という成績を残して引退した。引退後は、北海道浦河町の大北牧場で繁殖牝馬となった。
初年度となる1984年、イエローゴッドと交配。そして1985年に初仔となる牝馬を生産していた。2年目は、ヤマニンスキーと交配していた。ヤマニンスキーは、優れた競走成績こそ残せなかったが、1976年から1977年にかけて8戦8勝のマルゼンスキーと同じ「父ニジンスキー、母父:バックパサー」であることが買われて、種牡馬となっていた。受胎し翌1986年4月11日、北海道浦河町の大北牧場にて、2番仔となる鹿毛の牝馬（後のライトカラー）が誕生する。
2番仔は、生後1か月半経過した頃、右前肢のつけ根のリンパ腺が腫れる病気に見舞われた。40度近い高熱も伴い、注射治療をしても治らず、手術を敢行したが、術後は芳しくなかった。洗面器ほどの膿が身体から放出され、膿が空になった部分が元に戻らなかった。凹んだ状態、背骨が曲がっているようになっていた。おまけに牧場では、目立たない存在だった。
競走馬デビューが危ぶまれたが、ユウライコーを所有した伊藤照三の所有馬となる。「ライトカラー」という競走馬名が与えられ、栗東トレーニングセンターの清田十一厩舎に入厩した。

### 競走馬時代
1988年8月6日、函館競馬場の新馬戦（芝1000メートル）にてデビューを果たす。柴田光陽が騎乗し7番人気という支持だったが、エレクトロアートに4馬身差をつけて勝利、デビュー戦勝利を果たした。その後も函館で連戦し、8月28日のクローバー賞（OP）では、ハイペースで逃げるサザンビーナスを直線で捕らえて連勝を果たした。続いて9月25日、函館3歳ステークス（GIII）で重賞初挑戦。サザンビーナスとの再戦となったが、節度のあるペースで逃げたサザンビーナスをアタマ差捕らえることができず2着、返り討ちにされた。この後は、身体の成長を促すために放牧に出された。ところが帰厩しても、清田の理想とはかけ離れていた。3歳は、9月の函館3歳ステークスを最後に出走しなかった。
年をまたいで4歳、1989年1月のシンザン記念（GIII）で始動する。2番人気で出走したが、ファンドリポポなどに敵わず4着だった。それから2月のエルフィンステークス（OP）では、単枠指定の重賞2着馬シャダイカグラと対していた。2番手を追走するシャダイカグラを追いかけたが、直線で突き放された。シャダイカグラに5馬身後れを取る2着だった。続いて田島良保に乗り替わり5月21日、牝馬クラシック第一弾の桜花賞（GI）に臨む。しかし直前に熱発に見舞われており、「惨敗を覚悟」（清田）する状態での出走だった。不利とされる大外枠から出遅れたシャダイカグラに敵わなかった。直線、右に右にもたれながら、8着に敗退する。
目標を牝馬クラシック第二弾の優駿牝馬（オークス）に据え、4月30日、そのトライアル競走であるサンケイスポーツ賞4歳牝馬特別（GII）に臨む。大本命の目されていたメジロマリアの骨折離脱、桜花賞上位馬が挙って出走しない手薄なメンバーだった。そんな中、メジロモントレーに次ぐ2番人気に支持された。1枠2番からスタートして先行し、内側の好位を追走していた。直線では内から進出を試みたが、右に右にもたれる癖を再び見せていた。追い上げたものの、ファンドリポポやアイドルマリーに敵わなかった。それでも5着を確保、ぎりぎりで優駿牝馬の優先出走権を獲得した。

5月21日、優駿牝馬（オークス）（GI）に臨む。桜花賞で不利を覆したシャダイカグラと、20歳の武豊というコンビが人気を集めていた。桜花賞と異なり、好枠を得たシャダイカグラの人気は加速。単勝支持率は、1986年の三冠牝馬メジロラモーヌに並び、過去30年で最高となる43パーセントだった。対して前哨戦敗退のライトカラーと、41歳のベテラン田島のコンビは、地味に映り、人気がなかった。単勝オッズ34.8倍の10番人気だった。
2枠4番からスタート、先行するシャダイカグラの背後を確保し、マークする形で追走。第3コーナーから位置を上げたシャダイカグラに追従した。シャダイカグラは、直線にて馬場の中央に持ち出し、前を行くヤンゲストシチーなどに外から接近する。対してライトカラーは、そのさらに外、大外に持ち出してから後れて追い上げた。シャダイカグラがヤンゲストシチーに並びかけた頃、ライトカラーは、シャダイカグラの外にまで並びかけていた。末脚を発揮して、シャダイカグラとヤンゲストシチーを差し切っていた。シャダイカグラには抵抗されて、横一線並んだ状態でゴール板に到達する。ライトカラーが、クビ差だけ決勝線に到達していた。
優駿牝馬戴冠を果たした。単勝3480円は、1985年ノアノハコブネの6270円に次いで優駿牝馬史上2番目に高い配当だった。直線で外に持ち出してから追い上げたのは、右にもたれる悪癖を披露して、他の馬に迷惑をかけないようにするためだった。しかし追い上げると、どういうわけかまっすぐ走り、シャダイカグラの差し切りに至っている。
夏は、湖東牧場で放牧された後、栗東に帰厩。秋の目標を牝馬三冠の最終戦であるエリザベス女王杯としていた。10月1日、サファイヤステークス（GIII）で始動。大幅に距離を短縮してマイル挑戦、休み明けが評価されず3番人気に支持される。後方を追走し、追い上げた。直線では悪癖見せず、まっすぐ走ったが、リリーズブーケなどには敵わず5着だった。続く10月22日、トライアル競走のローズステークス（GII）では、シャダイカグラとの再戦となったが8着。本番のエリザベス女王杯（GI）は、サンドピアリスに敗れて、再び8着だった。この年のJRA賞では、最優秀父内国産馬部門にて全172票中1票を得るに留まり、受賞には至らなかった。
その後は1年間戦線を離脱、1990年10月のスワンステークス（GII）で復帰を果たすが、二桁着順に終わり、このレースを最後に競走馬を引退した。

### 繁殖牝馬時代
引退後は、1991年から大北牧場で繁殖牝馬となる。初年度は、サクラユタカオーと交配し、1992年に初仔となる牡馬を産んでいる。2年目は、ミスターシービーと交配していた。ところが出産を間近に控えた2月22日に、右大腿部を骨折。予後不良で安楽死となる。遺された唯一の産駒、初仔のライトレターは、中央競馬でデビューしたが、2着が精一杯で勝ち上がることができなかった。通算成績14戦未勝利。

## 競走成績
以下の内容は、netkeiba.comおよびJBISサーチに基づく。
| 競走日     | 競馬場 | 競走名                | 格   | 距離 （馬場） | 頭 数 | 枠 番 | 馬 番 | オッズ （人気） | 着順 | タイム （上り3F/4F） | 着差 | 騎手     | 斤量 [kg] | 1着馬 （2着馬）      | 馬体重 [kg] |
| ---------- | ------ | --------------------- | ---- | ------------- | ----- | ----- | ----- | --------------- | ---- | -------------------- | ---- | -------- | --------- | -------------------- | ----------- |
| 1988.08.06 | 函館   | 3歳新馬               |      | 芝1000m（良） | 7     | 1     | 1     | 36.00（7人）    | 01着 | 0:58.4 (34.7)        | -0.7 | 柴田光陽 | 53        | （エレクトロアート） | 444         |
| 0000.08.28 | 函館   | クローバー賞          | OP   | 芝1200m（稍） | 11    | 2     | 2     | 02.70（2人）    | 01着 | 1:11.3 (37.3)        | -0.2 | 柴田光陽 | 53        | （ハイタワー）       | 436         |
| 0000.09.25 | 函館   | 函館3歳S              | GIII | 芝1200m（良） | 11    | 2     | 2     | 04.50（2人）    | 02着 | 1:11.2 (36.9)        | -0.0 | 柴田光陽 | 53        | サザンビーナス       | 434         |
| 1989.01.15 | 京都   | シンザン記念          | GIII | 芝1600m（良） | 16    | 3     | 6     | 04.50（2人）    | 04着 | 1:37.6 (48.5)        | -0.2 | 柴田光陽 | 53        | ファンドリポポ       | 440         |
| 0000.02.05 | 京都   | エルフィンS           | OP   | 芝1600m（良） | 9     | 8     | 8     | 03.60（2人）    | 02着 | 1:37.0 (49.0)        | -0.8 | 柴田光陽 | 54        | シャダイカグラ       | 432         |
| 0000.04.09 | 阪神   | 桜花賞                | GI   | 芝1600m（稍） | 18    | 4     | 8     | 11.00（7人）    | 08着 | 1:39.1 (51.4)        | -1.6 | 田島良保 | 55        | シャダイカグラ       | 432         |
| 0000.04.30 | 東京   | サンスポ賞4歳牝馬特別 | GII  | 芝2000m（良） | 16    | 1     | 2     | 06.70（2人）    | 05着 | 2:03.0 (49.9)        | -0.5 | 田島良保 | 54        | ファンドリポポ       | 434         |
| 0000.05.21 | 東京   | 優駿牝馬              | GI   | 芝2400m（稍） | 24    | 2     | 4     | 34.8（10人）    | 01着 | 2:29.0 (49.4)        | -0.0 | 田島良保 | 54        | （シャダイカグラ）   | 432         |
| 0000.10.01 | 阪神   | サファイヤS           | GIII | 芝1600m（良） | 8     | 2     | 2     | 06.00（4人）    | 05着 | 1:36.1 (48.4)        | -1.6 | 田島良保 | 56        | リリーズブーケ       | 438         |
| 0000.10.22 | 京都   | ローズS               | GII  | 芝2000m（良） | 10    | 3     | 3     | 07.80（4人）    | 08着 | 2:02.9 (47.9)        | -1.4 | 田島良保 | 55        | シャダイカグラ       | 440         |
| 0000.11.12 | 京都   | エリザベス女王杯      | GI   | 芝2400m（良） | 20    | 3     | 7     | 23.20（7人）    | 08着 | 2:29.9 (50.0)        | -1.1 | 田島良保 | 55        | サンドピアリス       | 438         |
| 1990.10.28 | 京都   | スワンS               | GII  | 芝1400m（良） | 16    | 8     | 16    | 89.8（14人）    | 12着 | 1:22.5 (46.5)        | -1.1 | 田島良保 | 55        | ナルシスノワール     | 456         |

## 繁殖成績
| 誕生年 |      | 馬名         | 性 | 毛色 | 父               | 厩舎           | 馬主     | 戦績    | 勝ち鞍 | 供用 | 出典   |
| ------ | ---- | ------------ | -- | ---- | ---------------- | -------------- | -------- | ------- | ------ | ---- | ------ |
| 1992年 | 初仔 | ライトレター | 牡 | 鹿毛 | サクラユタカオー | 栗東・柴田光陽 | 伊藤照三 | 14戦0勝 |        | 抹消 | [ 30 ] |

## 血統表
| ライトカラーの血統          | ライトカラーの血統                                | ライトカラーの血統 | （血統表の出典）   | （血統表の出典） |
| 父系                        | ニジンスキー系                                    | ニジンスキー系     | ニジンスキー系     | [ § 2 ]          |
| 父 ヤマニンスキー 1975 栗毛 | 父の父Nijinsky II 1967 鹿毛                       | Northern Dancer    | Nearctic           | Nearctic         |
| 父 ヤマニンスキー 1975 栗毛 | 父の父Nijinsky II 1967 鹿毛                       | Northern Dancer    | Natalma            |                  |
| 父 ヤマニンスキー 1975 栗毛 | 父の父Nijinsky II 1967 鹿毛                       | Flaming Page       | Bull Page          | Bull Page        |
| 父 ヤマニンスキー 1975 栗毛 | 父の父Nijinsky II 1967 鹿毛                       | Flaming Page       | Flaring Top        |                  |
| 父 ヤマニンスキー 1975 栗毛 | 父の母*アンメンショナブル Unmentionable 1970 鹿毛 | Buckpasser         | Tom Fool           | Tom Fool         |
| 父 ヤマニンスキー 1975 栗毛 | 父の母*アンメンショナブル Unmentionable 1970 鹿毛 | Buckpasser         | Busanda            |                  |
| 父 ヤマニンスキー 1975 栗毛 | 父の母*アンメンショナブル Unmentionable 1970 鹿毛 | Petticoat          | Palestinian        | Palestinian      |
| 父 ヤマニンスキー 1975 栗毛 | 父の母*アンメンショナブル Unmentionable 1970 鹿毛 | Petticoat          | Sabana             |                  |
| 母 ユウライコー 1977 鹿毛   | 母の父*パーソロン Partholon 1960 鹿毛             | Milesian           | My Babu            | My Babu          |
| 母 ユウライコー 1977 鹿毛   | 母の父*パーソロン Partholon 1960 鹿毛             | Milesian           | Oatflake           |                  |
| 母 ユウライコー 1977 鹿毛   | 母の父*パーソロン Partholon 1960 鹿毛             | Paleo              | Pharis             | Pharis           |
| 母 ユウライコー 1977 鹿毛   | 母の父*パーソロン Partholon 1960 鹿毛             | Paleo              | Calonice           |                  |
| 母 ユウライコー 1977 鹿毛   | 母の母*ユウコウ Youkou 1972 鹿毛                  | St. Paddy          | Aureole            | Aureole          |
| 母 ユウライコー 1977 鹿毛   | 母の母*ユウコウ Youkou 1972 鹿毛                  | St. Paddy          | Edie Kelly         |                  |
| 母 ユウライコー 1977 鹿毛   | 母の母*ユウコウ Youkou 1972 鹿毛                  | Indiana Way        | *インディアナ      | *インディアナ    |
| 母 ユウライコー 1977 鹿毛   | 母の母*ユウコウ Youkou 1972 鹿毛                  | Indiana Way        | Welsh Way F-No.9-h |                  |
| 母系(F-No.)                 | 9号族(FN:9-h)                                     | 9号族(FN:9-h)      | 9号族(FN:9-h)      | [ § 3 ]          |
| 5代内の近親交配             | Menow 5×5=6.25%                                   | Menow 5×5=6.25%    | Menow 5×5=6.25%    | [ § 4 ]          |
| 出典                        | 1. 2. 3. 4.                                       | 1. 2. 3. 4.        | 1. 2. 3. 4.        | 1. 2. 3. 4.      |